# Hauts de Bienne
Hauts de Bienne – gmina we Francji, w regionie Burgundia-Franche-Comté, w departamencie Jura. W 2013 roku liczba ludności na terenie obecnej gminy wynosiła 5521 mieszkańców. 
Gmina została utworzona 1 stycznia 2016 roku z połączenia trzech wcześniejszych gmin: Lézat, Morez oraz La Mouille. Siedzibą gminy została miejscowość Morez.